# Taipane
Taipane (Oxyuranus) sind eine in Australien und Papua-Neuguinea verbreitete Gattung der Schlangen aus der Familie der Giftnattern (Elapidae). Eine der insgesamt drei Arten (O. temporalis) wurde erst 2007 anhand eines 2006 gefundenen Exemplars beschrieben, für diese Art liegen daher nur sehr wenige Angaben vor.
Die Arten haben ein extrem wirksames, neurotoxisches und die Blutgerinnung störendes Gift; aufgrund ihrer Scheu vor Menschen und der abgelegenen Lebensräume von zwei der drei Arten sind Taipane medizinisch jedoch kaum relevant.

## Merkmale

### Körperbau
Taipane sind große bis sehr große Giftnattern. Die Kopf-Rumpf-Länge adulter Individuen beträgt 78,3–226,0 cm, bei O. scutellatus erreicht der Schwanz 19–20 % der Kopf-Rumpf-Länge, beim bisher einzigen bekannten Exemplar von O. temporalis 14,8 %. Taipane sind damit die größten Giftnattern Australiens. Die Tiere sind schlank gebaut, der Kopf ist groß, rechteckig und deutlich vom relativ schlanken Hals abgesetzt. Die Geschlechter unterscheiden sich hinsichtlich Größe und Färbung nicht.

### Beschuppung
Wie alle Giftnattern haben auch Taipane auf dem Oberkopf neun große, symmetrische Schilde. Die Tiere haben ein oder zwei primäre Temporalia und sechs oder sieben Infralabiala, Subocularia fehlen. Die Rückenschuppen sind glatt oder leicht gekielt. Die Anzahl der Bauchschuppen (Ventralschilde) variiert zwischen 211 und 250, die Zahl der geteilten Subcaudalia zwischen 45 und 80. Das Analschild ist ungeteilt. Die Tiere haben 21–25 dorsale Schuppenreihen in der Körpermitte.

### Färbung
Die Grundfarbe der Oberseite ist variabel hellbraun, dunkelbraun, rotbraun, kupferrot oder oliv. Der Taipan zeigt auf dieser Grundfarbe keine Zeichnung, der Inlandtaipan zeigt vor allem in der hinteren Körperhälfte eine schmale dunkle Bänderung. Der Kopf ist beim Taipan deutlich, beim Inlandtaipan nur schwach oder gar nicht aufgehellt. Die Unterseite ist beim Taipan weißlich, beim Inlandtaipan gelb.

## Verbreitung und Lebensraum
Die Gattung kommt in Australien und auf Neuguinea vor. Das Verbreitungsgebiet des Taipans umfasst küstennahe Regionen von Ost- bis Nordaustralien sowie in Papua-Neuguinea. Die Art bewohnt dort tropische Savannen und Wälder mit Jahresniederschlägen über 800 mm. Die beiden anderen Arten sind auf das Innere Australiens beschränkt und besiedeln sehr trockene Halbwüsten mit Jahresniederschlägen unter 300 mm.

## Systematik
Die Gattung umfasst drei Arten, von denen eine (O. temporalis) erst 2007 beschrieben wurde:
- Inlandtaipan (Oxyuranus microlepidotus (McCoy, 1879))
- Taipan (Oxyuranus scutellatus (Peters, 1867)) mit zwei Unterarten Oxyuranus scutellatus scutellatus und Oxyuranus scutellatus canni
- Oxyuranus temporalis Doughty, Maryan, Donnellan & Hutchinson, 2007

Die nächsten Verwandten der Taipane sind die Braunschlangen (Pseudonaja).

## Lebensweise
Taipan und Inlandtaipan sind überwiegend tagaktiv, auch das bisher einzige bekannte Exemplar von O. temporalis wurde tagsüber aktiv angetroffen. Alle Arten sind, soweit bekannt, bodenbewohnend.

## Ernährung
Taipane ernähren sich im Gegensatz zu allen anderen Giftnattern Australiens ausschließlich von warmblütigen (homoiothermen) Tieren. Bei Magenuntersuchungen wurden bisher fast ausschließlich Säugetiere als Beute nachgewiesen, nur einmal auch ein Vogel. Das Spektrum der erbeuteten Säuger ist sehr breit und umfasst sowohl Nagetiere als auch kleine Beuteltiere bis zur Größe von Ratten (Rattus sp.). Auch junge Individuen fressen offenbar nur homoitherme Tiere, in Gefangenschaft wurden Reptilien und Amphibien nicht beachtet. Die Beute wird aktiv gesucht, Taipane nutzen hierzu ihren Geruchs- und den offenbar hervorragend ausgebildeten Sehsinn. Die Beute wird blitzschnell gebissen und sofort wieder losgelassen. Dies gilt zusammen mit dem extrem wirksamen Gift als Anpassung an die sehr wehrhafte Beute, die anderenfalls die Schlange gefährden könnte. Die Beute wird verzehrt, wenn sie tot oder bewegungsunfähig ist.

## Fortpflanzung
Alle Arten sind eierlegend (ovipar). Weibchen mit Eiern im Körper wurden von August bis November gefunden, die Eiablage findet von September bis März statt. Die Gelege umfassen nach Freiland- und Haltungsbeobachtungen 7 bis 20 Eier. In Gefangenschaft schlüpfen die Jungschlangen nach 64–69 Tagen, sie haben beim Schlupf Kopf-Rumpf-Längen von 30–34 cm.

## Verhalten gegenüber Menschen
Der Taipan ist sehr scheu und weicht Menschen aufgrund seines sehr guten Geruchssinnes frühzeitig aus. Begegnungen des Menschen mit Inlandtaipanen sind extrem selten, die Art wurde nach der Erstbeschreibung im Jahr 1879 erst 1967 wiederentdeckt. Beide Arten beißen nur, wenn sie plötzlich mit Menschen konfrontiert oder in die Enge getrieben werden. In diesen Fällen wehren sich die Tiere vehement und beißen oft mehrfach zu.

## Gift

### Wirkung
Das Gift ist vor allem neurotoxisch, hat aber auch Komponenten, die die Blutgerinnung stören. Das Neurotoxin blockiert praesynaptisch die Signalübertragung auf die Muskulatur und verursacht so Lähmungen. Die durchschnittliche Giftmenge je Biss wird mit 44–120 mg Trockengewicht angegeben. Das Gift der Taipane ist extrem wirksam, der LD50-Wert bei Mäusen liegt bei 0,064 (Taipan) bzw. 0,010 mg pro kg Körpergewicht (Inlandtaipan). Der Inlandtaipan ist damit, soweit bekannt, die Schlangenart mit dem wirksamsten Gift überhaupt.
Aufgrund der großen Giftmenge und der hohen Giftigkeit ist der Biss beim Menschen unbehandelt meist tödlich. Der Biss wird oft nicht bemerkt, lokale Symptome im Bereich der Bissstelle fehlen häufig.  Typische Symptome eines Bisses sind anfangs Übelkeit und Erbrechen, danach kommt es zu fortschreitenden Lähmungen der Muskulatur bis hin zum ohne Behandlung tödlichen Atemstillstand sowie zu Blutgerinnungsstörungen. Bei einem durch einen Taipan offenbar mehrfach gebissenem vierjährigen Kind trat der Tod etwa eine Stunde nach den Bissen ein. Bei einem 39-jährigen Mann trat etwa 7–10 Stunden nach dem Biss ein Atemstillstand ein, der Mann wurde 19 Tage lang künstlich beatmet und konnte nach 27 Tagen entlassen werden.

### Epidemiologie
Taipane werden trotz ihrer extremen Giftigkeit aufgrund ihrer Scheu als medizinisch kaum relevant beschrieben, Bissunfälle sind offenbar sehr selten. Der Inlandtaipan und O. temporalis leben zudem in Regionen, die von Menschen kaum besiedelt sind. Für den Inlandtaipan sind bis 1990 nur vier Bissunfälle bekannt geworden, von denen einer einen Herpetologen beim Fang eines Tieres betraf und ein zweiter einen Pfleger in einem Labor für Antiseren; beide Bissopfer überlebten.